# The Legacy
The Legacy (englisch für Das Vermächtnis oder Das Erbe) ist das Debütalbum der US-amerikanischen Thrash-Metal-Band Testament. Es erschien im April 1987 bei Megaforce Records. Produziert wurde es von Alex Perialas. Der Name des Albums geht auf den vorherigen Namen der Band, Legacy, zurück.

## Entstehungsgeschichte
Nachdem Steve Souza 1986 Testament verlassen hatte, um zu Exodus zu wechseln, fand die Band in Chuck Billy von der Hardrock-Band Guilt, den Souza selbst empfohlen hatte, einen neuen Sänger und Frontmann. Anfang 1987 nahm Jon Zazula von Megaforce die Band unter Vertrag. Testament erlangten mit dem Album sofortige Bekanntheit in der Bay-Area-Thrash-Szene und darüber hinaus. Bereits vor der Veröffentlichung der Platte wurde in der Fachpresse über die Band berichtet. Besonders Alex Skolnicks ausgefeiltes Solospiel erregte damals einiges Aufsehen. Auch die anschließende Tour mit Anthrax, auf der am 8. Juni 1987 auch die Mini-LP Live at Dynamo aufgenommen wurde, trug zur Steigerung des Bekanntheitsgrades bei. Ende 1987 erschien dieses Live-Album.
Gitarrist Eric Peterson äußerte später zur Entstehung von The Legacy:

„I can’t believe that we wrote this stuff when we are 17, 18, and 19 years old. Although Formation… stands on its own, we cannot even write music today like we did back then. The Legacy will always be our legacy.“

„Ich kann nicht glauben, dass wir dieses Zeug geschrieben haben, als wir 17, 18 und 19 Jahre alt waren. Obwohl Formation... für sich steht, können wir nicht einmal heute Musik schreiben, wie wir es damals getan haben. The Legacy wird immer unser Vermächtnis sein.“

## Rezeption
Holger Stratmann vom Rock-Hard-Magazin sah Testament zur Zeit der Veröffentlichung von The Legacy bereits auf dem Niveau von Metallica und lobte Chuck Billys Gesang, den er gegenüber dem des Vorgängers Steve Souza hervorhob und ihn mit James Hetfields Stil verglich. Auch die Produktion lasse Parallelen zu Master of Puppets und Ride the Lightning erkennen. Er vergab 9,5 von zehn Punkten. Alex Henderson von allmusic sah neben Metallica auch musikalische Einflüsse von Judas Priest. Auch er hob Alex Perialas’ Produktion hervor. Das Album wurde mit 4,5 von fünf Sternen bewertet. Auf der Webseite www.bloodchamber.de wurde insbesondere die gegenüber vergleichbaren Veröffentlichungen von Slayer oder Exodus höhere Melodiösität betont. Mit zehn Punkten wurde die Höchstpunktzahl vergeben. Alex Straka von Powermetal.de schreibt, auf The Legacy reihe sich „Klassiker an Klassiker“. Mit diesem Album und dem Nachfolger The New Order seien Testament damals zum „meistgeachteten Newcomer der Metalszene“ mutiert.
Im Buch Best of Rock and Metal der nach Meinung des deutschen Rock-Hard-Magazins besten Alben belegte die Platte Platz 51 der 500 besprochenen Alben. Andreas Himmelstein nannte die Produktion für damalige Verhältnisse „das Maß aller Dinge“. Skolnicks Gitarrenspiel sei auch heute noch „über jeden Zweifel erhaben“.

## Titelliste
1. Over the Wall (Skolnick, Christian, Peterson, Souza) – 4:04
2. The Haunting (Skolnick, Peterson, Souza) – 4:11
3. Burnt Offerings (Skolnick, Peterson, Souza) – 5:03
4. Raging Waters (Peterson, Souza) – 4:30
5. C.O.T.L.O.D. (Ramirez, Peterson) – 2:28
6. First Strike Is Deadly (Skolnick, Christian, Peterson, Souza) – 3:41
7. Do or Die (Peterson, Billy, Clemente) – 4:36
8. Alone in the Dark (Skolnick, Peterson, Souza) – 4:01
9. Apocalyptic City (Skolnick, Peterson) – 5:48

Zu Over the Wall wurde ein Musikvideo gedreht, das die Band in einem alten Gemäuer spielend zeigt. C.O.T.L.O.D. bedeutet Curse of the Legions of Death, übersetzt „Fluch der Legionen des Todes“. Das bereits damals geschriebene Stück The Legacy wurde erst 1990 auf Souls of Black veröffentlicht. 2002 veröffentlichten Testament mit First Strike Still Deadly ein Re-Recording-Album, auf dem auch einige Stücke von The Legacy enthalten waren. 2010 wurde The Legacy auf der US-Tour mit Megadeth und Exodus in Gänze gespielt.